# Verborgen schedeworm
De verborgen schedeworm (Limnodrilus profundicola) is een ringworm uit de familie van de Naididae. De wetenschappelijke naam van de soort is voor het eerst geldig gepubliceerd in 1873 door Verrill.